# Evergreen (Luisiana)
Evergreen es un pueblo ubicado en la parroquia de Avoyelles en el estado estadounidense de Luisiana. En el Censo de 2010 tenía una población de 310 habitantes y una densidad poblacional de 117,12 personas por km².

## Geografía
Evergreen se encuentra ubicado en las coordenadas 30°57′10″N 92°6′19″O / 30.95278, -92.10528. Según la Oficina del Censo de los Estados Unidos, Evergreen tiene una superficie total de 2.65 km², de la cual 2.65 km² corresponden a tierra firme y (0%) 0 km² es agua.

## Demografía
Según el censo de 2010, había 310 personas residiendo en Evergreen. La densidad de población era de 117,12 hab./km². De los 310 habitantes, Evergreen estaba compuesto por el 74.84% blancos, el 24.52% eran afroamericanos, el 0.32% eran amerindios, el 0% eran asiáticos, el 0% eran isleños del Pacífico, el 0% eran de otras razas y el 0.32% pertenecían a dos o más razas. Del total de la población el 0.65% eran hispanos o latinos de cualquier raza.